# 川兴镇
川兴镇，是中华人民共和国四川省凉山彝族自治州西昌市下辖的一个乡镇级行政单位。2019年12月，撤销昭觉县普诗乡和喜德县东河乡。将原昭觉县普诗乡和原喜德县东河乡所属行政区域划归西昌市川兴镇管辖。

## 行政区划
川兴镇下辖以下地区：
川兴社区、新桥村、合兴村、新农村、民和村、焦家村、赵家村、海丰村和三村。